# Lucio Gutiérrez
Lucio Gutiérrez Borbúa, né le 23 mars 1957 à Quito, est un militaire et homme politique équatorien, président de la République du 15 janvier 2003 jusqu'à sa destitution par le Parlement le 20 avril 2005.

## Biographie
Après ses études à l'université des forces armées à Quito, Lucio Gutiérrez suit des cours de formation aux États-Unis et à Taïwan. Il sert comme aide de camp des présidents Abdalá Bucaram et Fabián Alarcón entre 1996 et 1998.
Le 20 janvier 2000, il est le principal auteur du coup d'État militaire contre le président Jamil Mahuad, qui force ce dernier à démissionner. Gutiérrez forme alors un « gouvernement de salut national », mais le Congrès national désigne le vice-président Gustavo Noboa comme chef de l'État. Emprisonné peu après, Gutiérrez est finalement relâché quelques mois plus tard et est expulsé de l'armée. 

### Présidence
Le 24 novembre 2002, il remporte l’élection présidentielle avec 55 % des voix contre son rival Álvaro Noboa, et prend ses fonctions le 15 janvier 2003.
Il constitue un gouvernement hétérogène, comprenant des ministres néolibéraux mais aussi du parti indigène Pachakutik. Il installe également ses proches à des fonctions clefs, tels son frère Gilmar Gutiérrez et son beau-frère Napoleon Villa.
Il adopte dans sa politique économique les thèses du Fonds monétaire international (FMI) et se définit comme « le meilleur allié de Bush » dans la région. Après sa rupture avec Pachakutik, il entreprend certaines manœuvres destinées à marginaliser les mouvements indigènes. L'action de ces derniers avait été déterminante dans le renversement de ses prédécesseurs Abdalá Bucaram et Jamil Mahuad. Se cherchant de nouveaux alliés, il se rapproche du Parti social-chrétien, qui se retournera contre lui à la suite d'une affaire de corruption impliquant des membres de son administration.
En novembre 2004, la gauche se joint au Parti social-chrétien afin d'enclencher une procédure de destitution envers le président, qui est accusé de détournement de fonds et de mise en péril de la sécurité du pays, mais la motion ne remporte pas suffisamment de voix pour être adoptée. Le mois suivant, Gutiérrez provoque une crise politique en obtenant une réforme de la Cour suprême de justice (es), qui lui permet d'y placer des hommes à lui. Le 31 mars 2005, les magistrats récemment nommés annulent les jugements en cours contre les ex-présidents Abdalá Bucaram – accusé de corruption et destitué en février 1997 – et Gustavo Noboa, mis en cause pour irrégularités et détournements de fonds. 
En avril 2005, devant l'ampleur de la contestation, le président proclame l'état d'urgence à Quito. Des mouvements de protestation de plus en plus violents incitent le Congrès national à le destituer le 20 avril et à confier la présidence au vice-président Alfredo Palacio.

### Après la présidence

#### Exil puis emprisonnement en Équateur
Gutiérrez s'enfuit alors d'Équateur et trouve refuge successivement au Brésil, aux États-Unis, au Pérou et en Colombie. Après avoir renoncé à l'asile politique accordé par la Colombie, il regagne Quito où il est arrêté le 14 octobre 2005, pour atteinte à la sécurité de l'État après avoir qualifié son successeur Alfredo Palacio de président « illégal » et « de facto », à l'antenne de la chaîne américaine CNN.
Il fait aussi l'objet d'accusations d'atteintes aux droits de l'Homme et d'abus de pouvoir.
Le 3 mars 2006, le tribunal supérieur de Quito annule les accusations d'atteinte à la sécurité de l'État pesant sur l'ancien chef de l'État, et décide en conséquence sa libération immédiate.

#### Opposition au gouvernement de Rafael Correa
Lucio Gutiérrez annonce son retour en politique à l'antenne de la radio privée colombienne Caracol, précisant qu'il mènera campagne en vue de la présidentielle d'octobre, comme chef de file du parti Société patriotique, et qu'il va se rendre assez vite dans son fief d'Amazonie pour faire connaître son programme politique.
En juillet 2006, le Tribunal constitutionnel équatorien annonce l'interdiction faite à l'ancien président Lucio Gutiérrez de se présenter aux élections pendant deux ans, en raison de fraudes lors de l'élection présidentielle de 2002 dont il est reconnu coupable, rejetant sa candidature à l’élection présidentielle d'octobre. C'est donc son frère, Gilmar Gutiérrez qui représente le parti Société patriotique au premier tour de l'élection présidentielle du 15 octobre 2006.
Il est proche de certains think tank conservateurs américains, comme l’Interamerican Institute for Democracy, devant lequel, le 23 septembre 2010, il dénonce la menace du « socialisme du XXIe siècle » équatorien, qu’il compare au « communisme cubain, au stalinisme de l’Union soviétique ou au fondamentalisme iranien ». La semaine suivante, il est accusé, par Rafael Correa, d'être à l'origine d'une tentative de coup d'État contre son gouvernement. 
Depuis le Brésil, il appelle pendant le coup de force policier de septembre 2010 à la dissolution de l’Assemblée et à l'organisation d'une élection présidentielle anticipée. Il explique que « Dieu fasse que cela ne soit pas vrai, mais m’arrivent des messages m’informant que Correa appelle ses forces de choc, constituées, à la base, par des Vénézuéliens et des Cubains, à sortir pour l’appuyer et affronter les gens qui sont contre lui », avant d’ajouter : « Je crois que la tyrannie de Correa touche à sa fin ».

#### Élections présidentielles de 2009, 2013 et 2021
En avril 2009, il obtient 28,24 % des voix lors de l'élection présidentielle face au président sortant Rafael Correa qui, avec 52 %, est réélu dès le premier tour.
Candidat une nouvelle fois à la présidence lors des élections générales de 2013, il n'arrive qu'en troisième position avec seulement 6,73 % des voix, loin derrière le vainqueur Rafael Correa.
De nouveau candidat en 2021, il obtient 1,8 % des voix.